# Technomyrmex anterops
Technomyrmex anterops is een mierensoort uit de onderfamilie van de Dolichoderinae. De wetenschappelijke naam van de soort is voor het eerst geldig gepubliceerd in 2007 door Fisher & Bolton.